# Vaja-Pchavela
Vaja Pchavéla (en géorgien : ვაჟა ფშაველა), né le 26 juillet 1861 et mort le 10 juillet 1915, est un poète, écrivain et dramaturge notoire de la littérature géorgienne.

## Biographie
Vaja Pchavéla (de son vrai nom Luka Razikachvili) est né dans le village de Tchargali (en Pchavie, province montagneuse de la Géorgie orientale), dans une famille ecclésiastique. Il termine ses études au séminaire pédagogique de Gori en 1882. En 1883, il entre à la faculté de droit de l'université de Saint-Pétersbourg (Russie), mais revient en Géorgie en 1884 à cause de contraintes financières. Il y travaille ensuite en tant qu'enseignant de langue géorgienne. Il est également un représentant célèbre du mouvement national et de libération de la Géorgie.
Fils d'un prêtre autodidacte, un temps instituteur, il mène une vie simple de paysan, labourant la terre, gardant les troupeaux et chassant dans les montagnes avoisinantes. Durant les longues nuits des rudes hivers pchaves, il compose des poèmes et écrit des nouvelles. Il ne descend que rarement à Tbilissi, toujours à cheval, déposer chez ses éditeurs les manuscrits qu'il sort de sa lourde besace. Ethnographe et folkloriste, styliste exceptionnel, c'est avant tout un immense poète qui écrit aussi bien de courtes poésies (Amirani, 1884 ; L'Aigle, 1887 ; Je suis sur cette rive, toi sur l'autre, 1905) que de longs poèmes (Aluda Ketelauri, 1888 ; Baxt'rioni, 1892 ; L'Hôte, 1893 ; Le Prix du sang, 1897 ; Le Mangeur de serpents, 1901).
Poète philosophe, dans une conception du monde profondément païenne et panthéiste, un peu magique parfois, il ne voit en l'homme qu'une créature parmi les autres qui toutes vivent, parlent, sentent et souffrent, allant jusqu'à regretter de n'être pas lui-même goutte de pluie ou flocon de neige pour abreuver la terre et renaître à l'infini. Il dépeint les pratiques ancestrales de la montagne géorgienne, dont l'hospitalité et la vendetta, auxquelles nul ne peut se dérober sous peine de se retrouver à jamais exclu de la communauté.
Dans ses meilleures compositions épiques, Vaja-Pchavéla expose les problèmes d'action réciproque entre un individu et une société, un humain et une nature, un amour et un devoir devant la nation.
Vaja-Pchavéla meurt à Tbilissi le 10 juillet 1915, et est enterré dans le panthéon de la montagne Mtatsminda.
Donald Rayfield écrira à son sujet qu'il était « qualitativement d'une plus grande ampleur que tout autre auteur géorgien ».

## Œuvres

### Poèmes

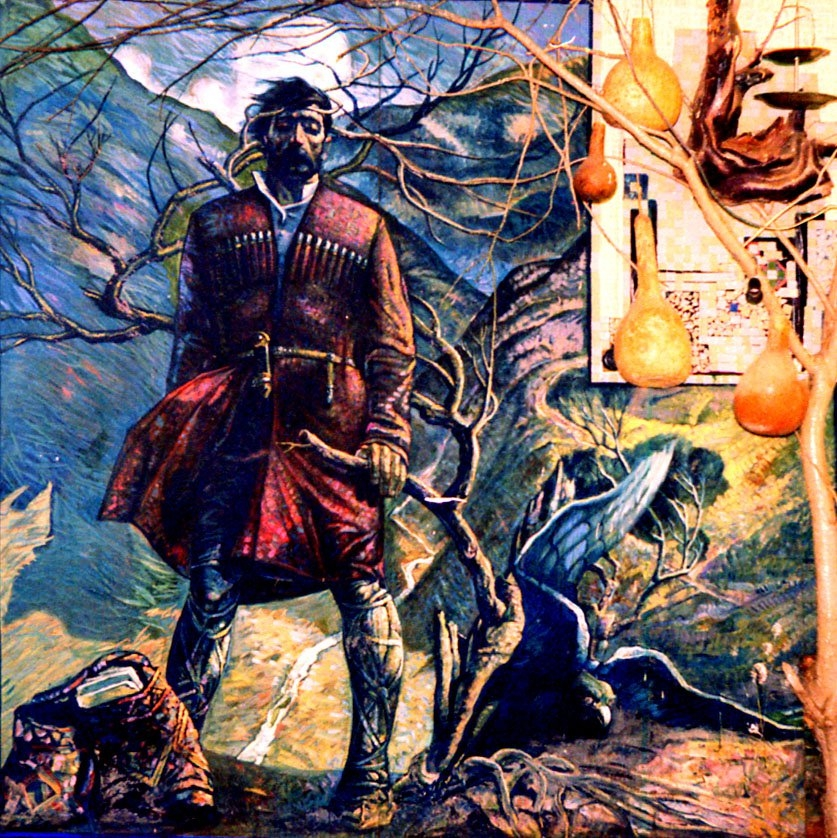
Gouram Gagochidze (Chobi) - Vaja-Pchavela, 1991

- 1888 : Alouda Ketelaouri
- 1892 : Bakhtrioni
- 1893 : L'Hȏte et l'Invité
- 1897 : Le Vengeur du sang
- 1901 : Le Mangeur de serpents

### Nouvelles
- 1883 : Le Récit du chevreuil
- 1889 : Un vieux hêtre
- 1895 : Les Hautes Montagnes

### Pièces de théâtre
- 1889 : Scène de montagne
- 1894 : Chassé de la patrie
- 1911 : Comédie forestière

## Filmographie
- 1967 : Vedreba[4] (Supplication), drame romantique, d'après les poèmes de Vaja-Pchavela Alouda Ketelaouri et L'Hȏte et l'Invité, mise en scène de Tenguiz Abouladze.
- 1992 : Mokvetili[5], drame romantique, selon Vaja-Pshavela drama Chassé de la patrie, mise en scène de Giorgi (Gia) Mataradze.

### Littérature
- Vaja Pchavéla, Le Mangeur de Serpent et autres poèmes, traduit du géorgien et préfacé par Gaston Bouatchidzé, Publications Orientalistes de France/Éditions "Radouga", Moscou, 1989
- Grigol Robakidze, Georgian Poet Vazha Pshavela, J. "Russkaya Mysl", August, 1911 (en russe)
- Isidore Mantskava, Vazha Pshavela, J. "Damoukidebeli Sakartvelo", Paris, No: 119, 1935, p. 9-11 (en géorgien)
- Mikho Mossoulichvili, Et Phelypaea coccinea l'apparence dans le gouffre (Les notes de Vaja-Pchavela), une série des Biographies Explicatives de la Maison d'édition Pegasi (en géorgien) -  (ISBN 978-9941-9179-6-7)